# Rum Kogel
Koordinaten: 53° 40′ N, 12° 11′ O

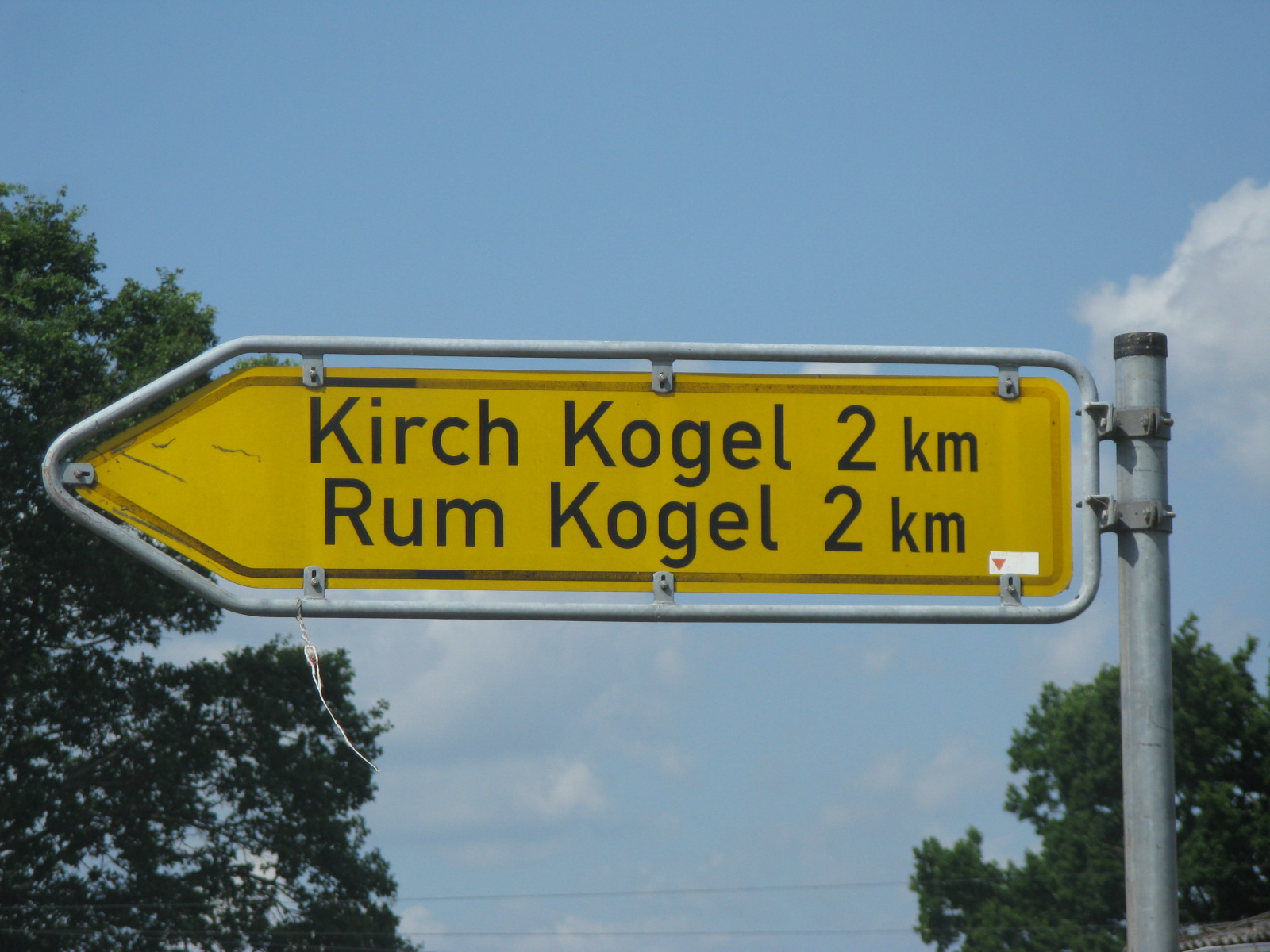
Wegweiser an der Landesstraße 11 südlich von Reimershagen (2009)

Rum Kogel ist ein Ortsteil der Gemeinde Reimershagen im Landkreis Rostock in Mecklenburg-Vorpommern.

## Geografie

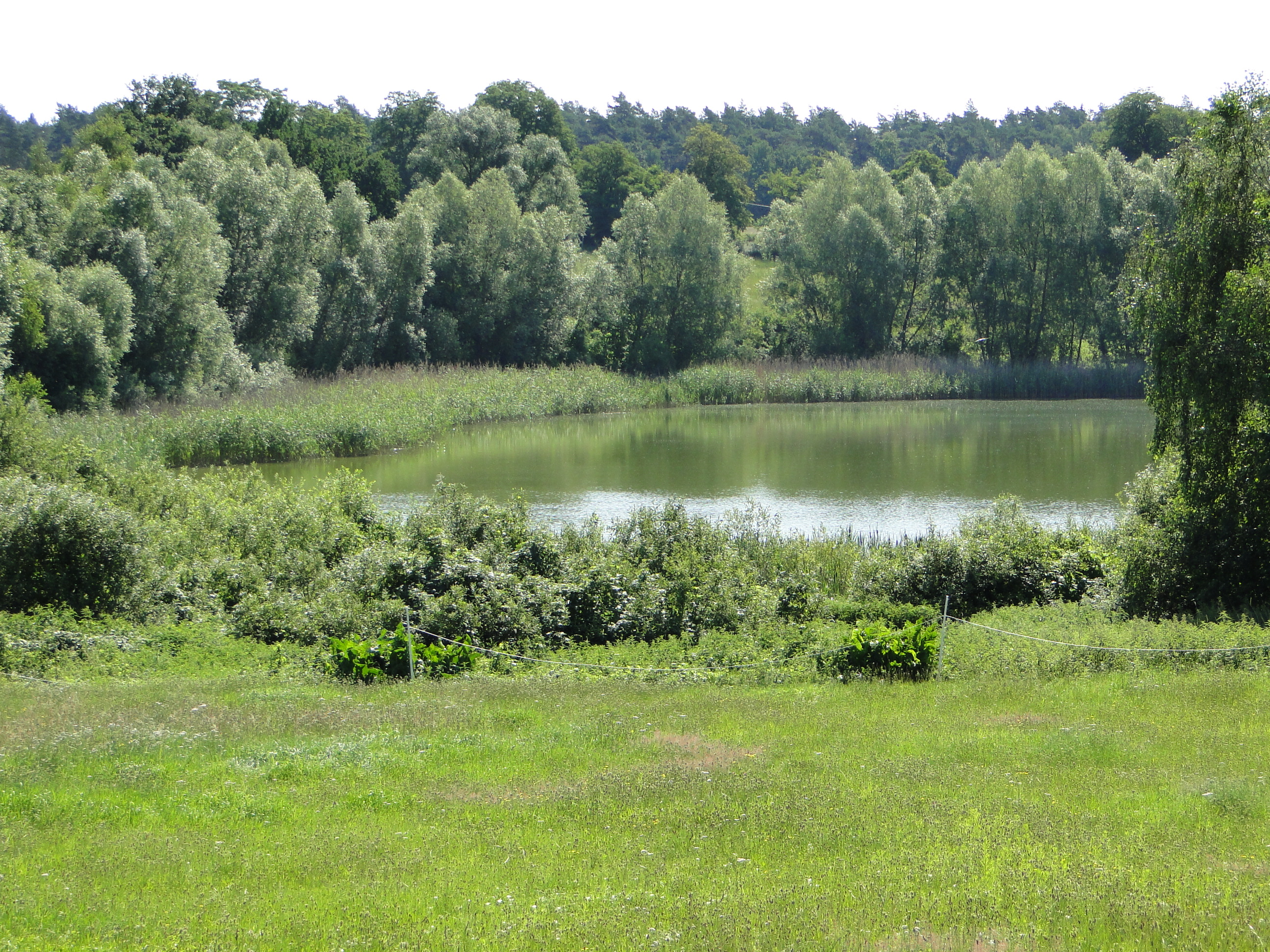
Teich in Rum Kogel (2011)

Rum Kogel liegt anderthalb Kilometer nordöstlich von Kirch Kogel im wald-, hügel- und seenreichen Gebiet der Mecklenburgischen Seenplatte westlich des Krakower Sees unmittelbar am Nordrand des Naturparks Nossentiner/Schwinzer Heide. Der Hauptort der Gemeinde, Reimershagen, befindet sich 1,5 Kilometer nordwestlich.

## Geschichte
Wie Kirch Kogel wurde auch das Nachbardorf Rum Kogel erstmals am 31. März 1303 urkundlich erwähnt. Durch Nicolaus von Werle-Parchim erfolgte die Verlehnung des Gerichts und der Bede an den Ritter Bernhard von Bellin. Die Mühle wird als Cowalc molendinum bei Kirch- oder bei Rum-Kogel 1303 genannt.
Der Name Cowalk ist slawisch und bedeutet Klein Schmiedeort. 1303 sind Kirch- und Groß Kogel (Cowalk), 1369 Kirch- und Wendisch Kogel nebeneinander genannt. Heute gibt es ein Kirch Kogel und ein Rum Kogel (Rum/Groß). Dass Wendisch Kogel dem Groß (Rum) Kogel entspricht, wird aus den genannten Urkunden offensichtlich.
Um die Mitte des 14. Jahrhunderts hatten Hennecke und Bernd von Bellin, die in Suckwitz auf dem Sande und auf der Mühle zu Rothen saßen, Herrn Nicolas V. in Güstrow vielfache Dienste geleistet. Die erlittenen Verluste wurden 1369 vom Sohn des Herrn Nicolas, Lorenz von Werle-Güstrow, beglichen. Aus Wendisch Kogel wurden ihnen vier Mark, zwei Drömpt Hundekorn und eine unbekannte Anzahl Münzpfennige zugesprochen. 1407 verkauften die von Schönow ihr Gut für 100 Lübsche Mark, dazu sechs Hufen und drei Katen und 1409 die von Bellin das halbe Dorf Wendeschen Cowaltz an den Knappen Vicke Woosten. Nachdem 1423 auch Bernd von Dessin sein Eigentum und seine Gerechtsame an Vicke Woosten verkauft hatte, dürfte das ganze Dorf dem Letzteren gehört haben. Als er 1435 gestorben war, wurde auch sein Rum Kogeler Anteil vom Kloster Dobbertin angekauft. Ermgard von Bellin verkaufte nach dem Tode ihres Mannes Claus von Bellin ihr Erbe von Run- und Kirch Kogel 1445 an das Kloster Dobbertin.
Danach muss der Ort wüst gefallen sein, denn im Kaiserbederegister von 1496 findet er keine Erwähnung.
Erst in einer Klosterurkunde vom 28. Dezember 1508 wird Rum Kogel als Wendeschen Kouwalk wieder erwähnt. Otto von Passow aus Zehna verkauft aus Rum Kogel acht Hufen als sein Erbe an die Priorin Anna Dessin, die Unterpriorin Chatarina von Oldenburg und den Konvent des Klosters Dobbertin. Zeugen waren Reymer von Passow aus Dobbin und Achim von Passow aus Zidderich.

### Dorf

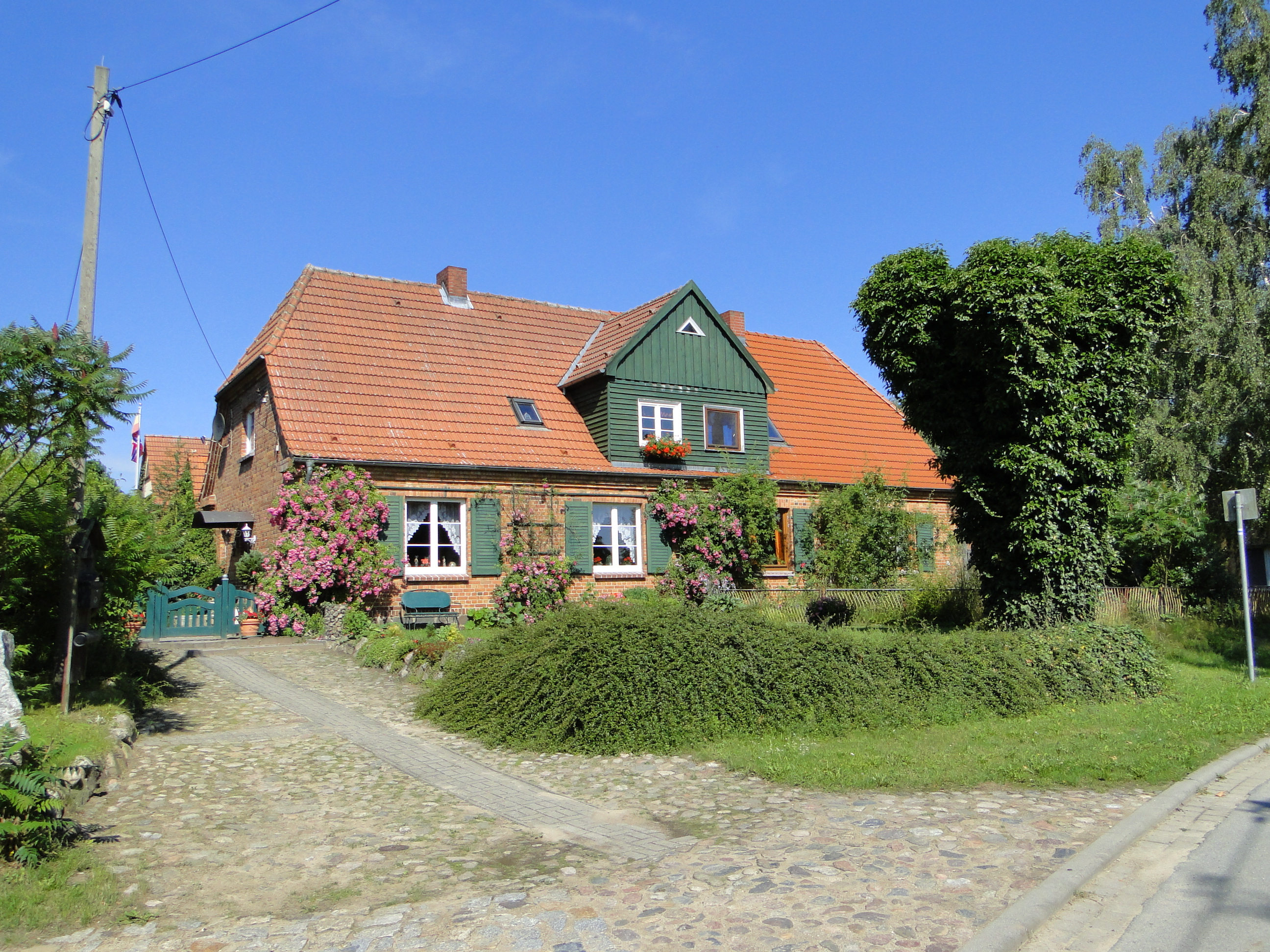
Sanierter Dorfkaten (2011)

Rum Kogel hatte im 19. Jahrhundert zwischen 73 und 96 Einwohner. 1816 ließ das Klosteramt einen zweihischigen Katen erbauen. Ein zweihischiger Katen bestand aus zwei Wohnungen, die meist nur mit einem Wohn- und Schlafraum sowie einer kleinen Küche ausgestattet waren. 1846 folgte ein weiterer, nun massiver zweihischiger Katen. 1858 wurde bei Weber die westliche Giebelwand mit 300 Dachsteinen versehen, bei Soltwedel die Fenster erneuert, bei Jungck, Wemruh und Schuld die Feuerherde und Öfen erneuert und bei Sternberg der Schweinekoben mit Steinen ausgelegt.
Am rechten Landweg aus Richtung Reimershagen kommend, standen 1884 schon fünf zweihischige Dorfkaten. Am 1. Dezember 1876 wurden in Rum Kogel 84 Einwohner gezählt, 1894 waren es 86 Einwohner, von 1923 bis 1937 lebten 82 Personen im Dorf.
Die Neubauern und Siedler, die nach 1945 jeweils 10 Hektar Land erhielten, kamen zum größten Teil in diesen fünf zweihischigen Katen unter, die um- und ausgebaut wurden. Jede Stelle erhielt eine Scheune auf dem Hinterhof.

#### Gebietszugehörigkeit
Die ehemalige Gemeinde Rum Kogel wurde am 1. Juli 1950 zusammen mit Suckwitz nach Kirch Kogel eingemeindet. Nach weiteren Gebietsänderungen ist der Ort seit dem 1. Januar 1982 Ortsteil der Gemeinde Reimershagen.

### Gut

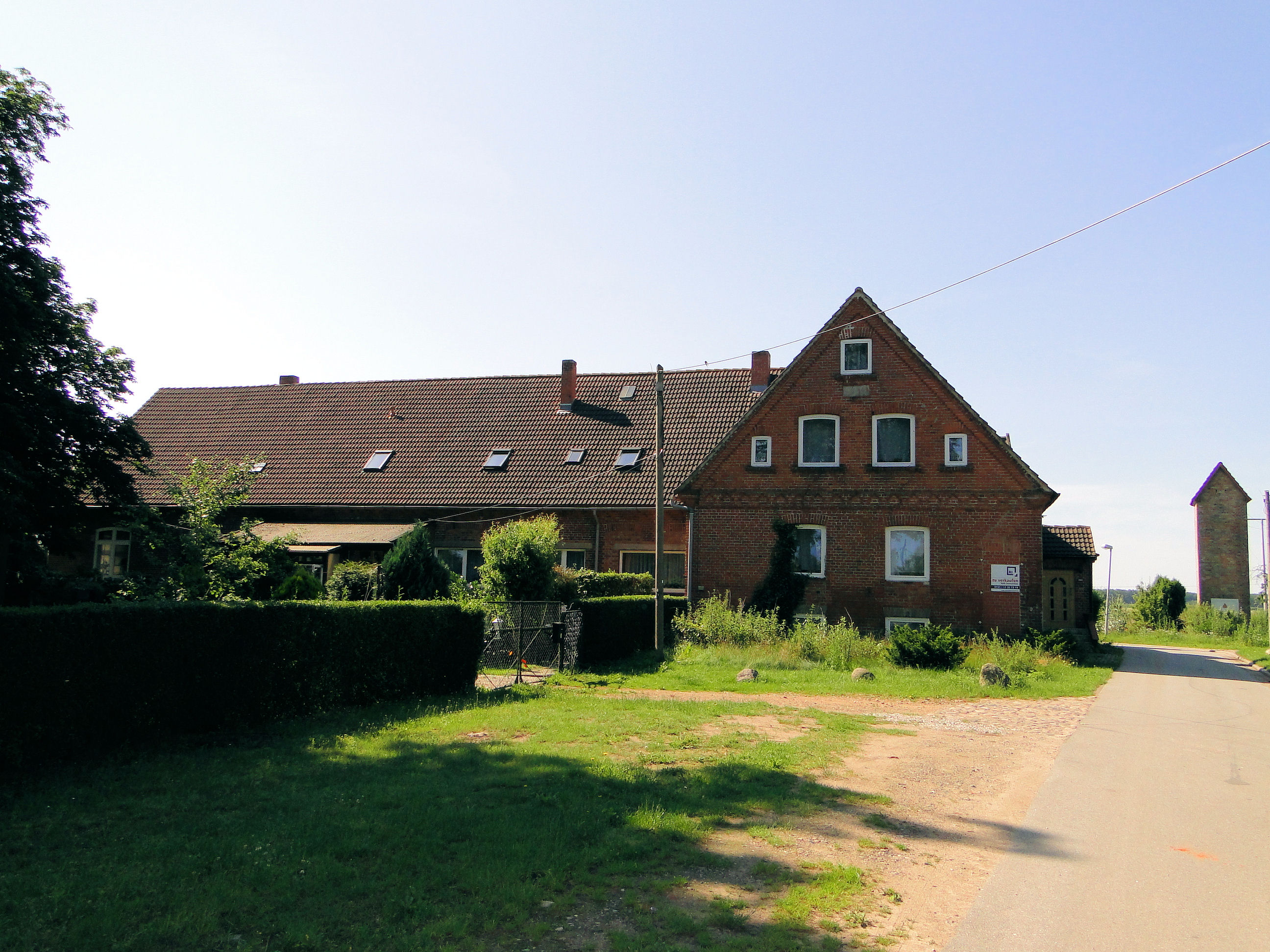
Ehemaliges Gutshaus in Rum Kogel (2011)

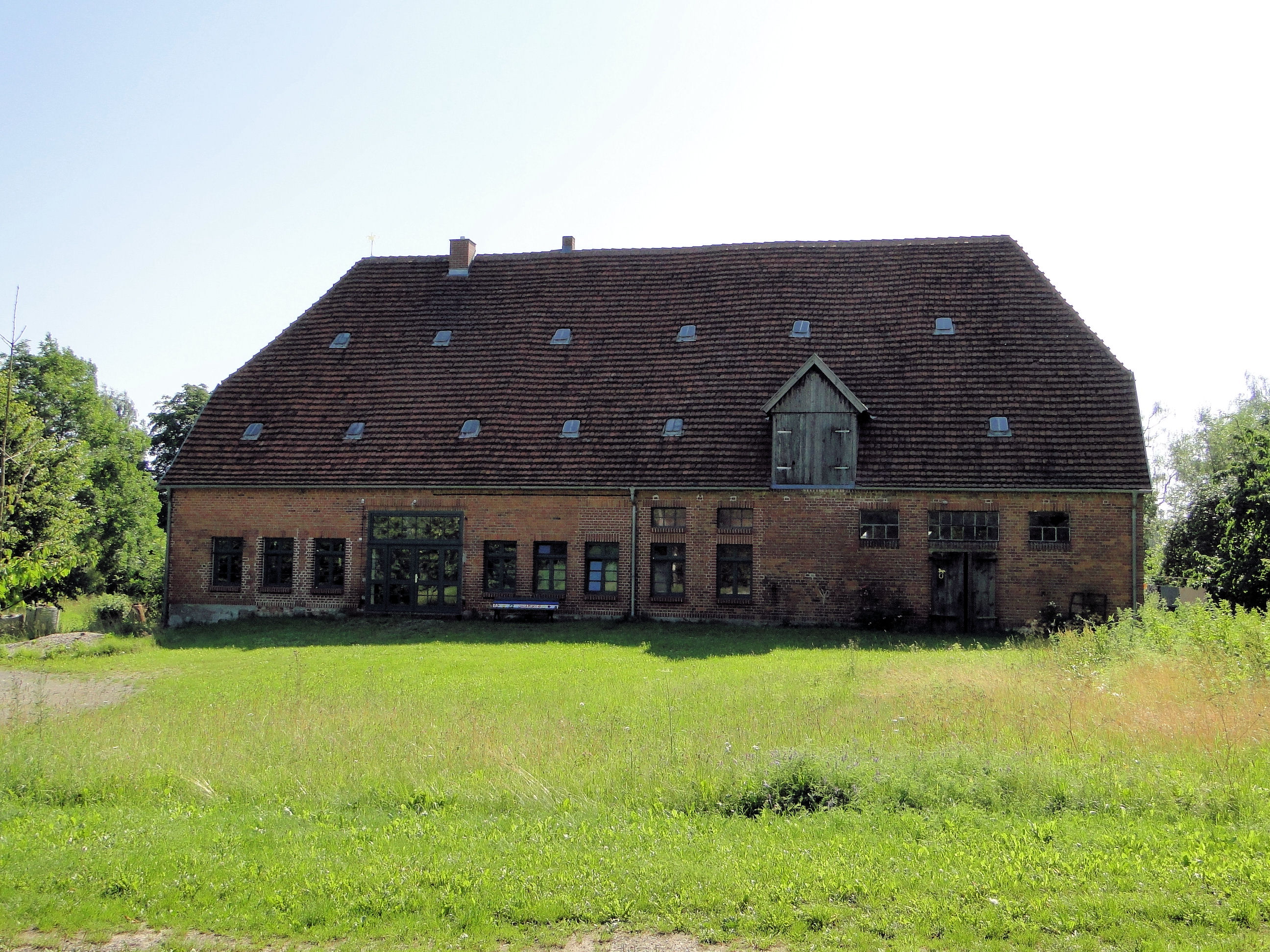
Ehemaliger Pferdestall (2011)

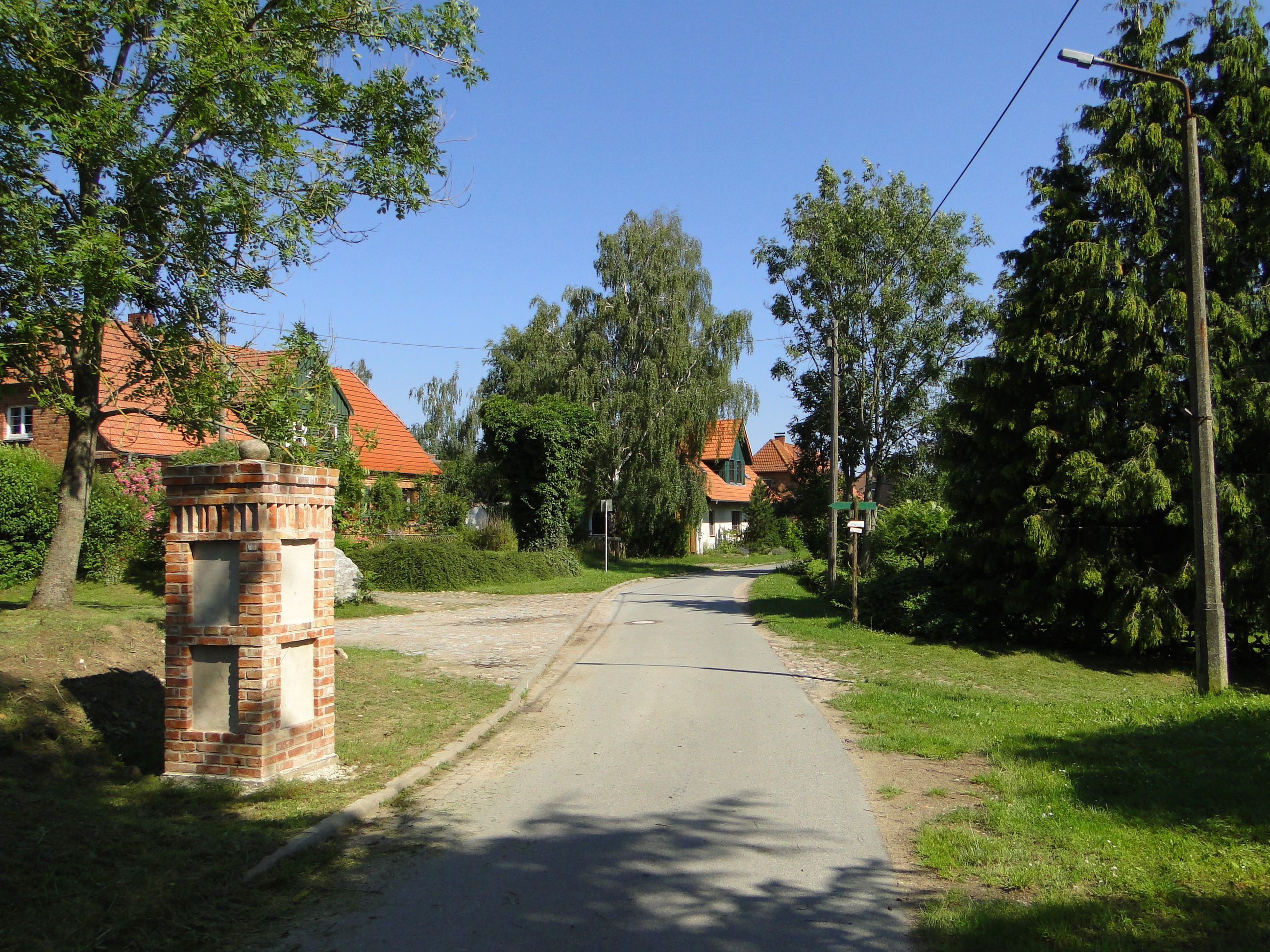
Torpfeiler an der Einfahrt zum Gut (2011)

Eine Meierei muss schon 1647 bestanden haben, wie der Baukontrakt eines Wohnhauses belegt. 1648 wurde von einem Brand auf dem Meiereihof zu Rum Kogel berichtet. In den Amtsprotokollen des Dobbertiner Klosteramts-Gerichts wird 1649 von fehlenden Abrechnungen der geschorenen Schafe durch den Kogeler Schäfer berichtet. Neben der Schäferei und der Holländerei soll auf dem Hof Kogel vor 1700 schon ein Teerofen gestanden haben.
Das Beichtkinderverzeichnis von 1704 nennt auf dem Hofe Kogelke unter 18 Einwohnern außer dem 72-jährigen Pensionarius Ewerding noch einen Häcker, einen Schäfer und einen Kuhhirten. Nebenbei wird berichtet, dass altlings ... kein Pensionarius, sondern nur ein Hofmeister ... da gewesen war. Daher muss die Umwandlung von der Meierei in einen Pachthof schon vor 1704 erfolgt sein. Ein Inventarium der Höfe wurde 1706 erarbeitet. Durch ein schweres Gewitter 1737 brannten auf dem Verwalter-Hof die Scheune und der Pferdestall ab, die eiligst wieder aufgebaut wurden.
Im Beichtkinderverzeichnis von 1751 heißt es Raum/Hof Kogelck, ein Verwalterhof und ein klein Dorf, so dem Kloster Dobbertin gehöret. Eine Vorstellung vom Aussehen des Hofes bietet ein Inventarium von 1755. Neben den üblichen Torhäusern stand dort ein Wohnhaus von 19 Gebinden, ein Ochsen- und Füllenstand von 16 Gebinden, eine Scheune und ein Schafstall mit je 16 Gebinden. Mit der Anzahl der Gebinde wurde einst die Länge des Gebäudes bemessen. Auch ein Brunnen, ein Backhaus sowie das Schäferhaus und der zweihischige Katen gehörten noch dazu. Neben dem Schäfer Sandbeg wohnten 1796 noch die Einlieger Johann Meyer, Joachim Klebenow, Johann Wehring, Johann Garling und der Knecht Christoph Zarse in Rum Kogel. 1822 vernichtete ein Brand drei Gebäude. Am Schafstall und dem alten Viehhaus wurden 1858 durch den Klosterbauhof größere Reparaturen durchgeführt.
Durch Blitzschlag wurden am 26. Juli 1907 ein Schafstall mit kleinem Boden und eine Scheune völlig zerstört. Dafür errichtete man 1908 ein neues Viehhaus für 80 Rinder und 12 Füllen mit Kornboden und Rademacherschaueranbau und eine neue Scheune für 20763 Mark.

### Besitzerfolge
- 1679–1686 Peter Petussen[14]
- 1700–1706 Dietrich Ewerding[15]
- 1706–1712 Ernst Heinrich Erdtmann[16]
- 1780 Hans Ernst von Hardenberg
- 1783 Vollrath Joachim Christoph Drews, Sohn des 1751 genannten Levin Christoff Drews. Zu dieser Zeit gehörten noch sechs Bauern aus Groß Breesen zum Hof, die hier Dienste zu leisten hatten und dem Mahlzwang des Klosters unterstanden.
- 1800 Friedrich Leopoldi, der in der Franzosenzeit unter fremden Truppen gelitten hatte. Nach Plünderungen und Raub gab es noch Missernten und Dürre, wo er bei Mangel an Gras 11 Stück Rindvieh, darunter seine drei besten Ochsen verlor.
- 1809 Friedrich Fiedler, Streit mit seinen Kindern gegen den Vormund
- 1826 Christian Schulz
- 1845 Leopoldi und Erben, die den Hof offenbar nicht weiterführen konnten
- 1847 Hinrichs, es gab schon 1852 Probleme wegen Pachtzahlungen, geschlagenen Holzes und Ausübung des Weiderechtes nach Mecklenburger Sitte
- 1855 Friedrich Alban
- 1866 Johann Christoph Besecke; hatte auch Bossow gepachtet, doch die dortige Pachtung war zu klein.
- 1893 J. C. Besecke[17]
- 1896 Karl Bech aus Klein Upahl
- 1911 C. A. Hecht
- 1922 Mevius aus Mühl Rosin[18]
- 1923 W. Brauer, noch 1940

Hatte das Gut 1894 eine Fläche von 627 Hektar Land, waren es 1921 noch 457 Hektar und 1922 nur noch 353 Hektar.
Nach 1945 wurde das Gut aufgesiedelt. 1953 bildete sich eine Landwirtschaftliche Produktionsgenossenschaft (LPG) Typ I, 1959 Typ III, die sich mit der LPG Reimershagen zusammenschloss. Ab 1973 kam es zur Gründung einer großen LPG Pflanzenproduktion zusammen mit der LPG Gerdshagen und einer LPG Tierproduktion mit Lohmen.
Heute werden die Flächen privat bewirtschaftet.

### Gutshof
1854 wurde ein Schweinehaus, 1855 ein massives Viehhaus und 1859 ein Schafstall auf dem Gutshof errichtet.
Die vorgelegten Baurisse und Anschläge für das neue Wohnhaus des Pächters wurden auf dem Landtag am 17. November 1857 in Sternberg moniert, denn die veranschlagten Schlosser-, Maler- und Glaserarbeiten würden die oeconomischen Bedürfnisse übersteigen. Nach Besichtigung des neu erbauten Pächterhauses durch die Revisionskommission des Landtages am 15. November 1858 vor Ort erschienen ihnen die Dimensionen einzelner Positionen zu gering, sie erkannten die Raumverhältnisse aber an, da sie ja nach dem vorher genehmigten Riß ausgeführt wurden. Das abgewinkelte Backsteingebäude auf einem Feldsteinsockel wird heute von mehreren Familien bewohnt. Die Hofseite ist durch nachträglich angelegte Gärten und Schuppen nicht mehr als ursprüngliches Repräsentationsobjekt erkennbar.
Von der ehemaligen Gutsanlage ist der Pferdestall in Fachwerkbauweise erhalten geblieben und teilweise zu Wohnzwecken ausgebaut worden. Gegenüber befand sich der ehemalige Kuhstall, der nach 1945 als Neubauernstelle umgebaut wurde, bevor er in den 1990er Jahren durch Kurzschluss vollständig niederbrannte.

### Forstrevier
Neben Rum Kogel gab es noch weitere acht Reviere in der Dobbertiner Klosterforst. Von 1919 bis 1949 gehörte auch das Revier Rum Kogel zum Staatlichen Forstamt Mecklenburg.
1883 meldete der Stationsjäger Ritz dem Forstinspektor Garthe im Dobbertiner Klosterforstamt, der Gutspächter Hinrichs sei gekrängt, da das Kloster dem Jagdpächter General Bronhart von Schallendorf die Genehmigung zum Bau eines Wildzaunes auf seinem Pachtland erteilt habe.
Stationsjäger waren in Folge:
- 1873–1876 Kobow
- 1878–1880 Zehbur
- 1881–1883 Ritz,
- 1883–1892 Carl Buckow
- 1893–1899 Karl Kleinkamp
- 1900–1905 Arthur Seelig
- 1910–1912 Friedrich Fischer
- 1913–1929 Carl Otto Strecker

Revierförster waren:
- 1937–1945 Schlaaff
- 1995 Jörg Schröder

### Gebäude im Dorf
Im Zuge der Aufsiedlung nach der Bodenreform entstanden in Rum Kogel drei Neubauernhäuser.
Es waren ursprünglich fünf zweihischige Gutskaten vorhanden, die für die Siedler genutzt wurden. Von den Katen sind noch vier erhalten, allerdings in stark veränderter Form.

## Baudenkmale
Das Wohnhaus Nr. 13/14 steht unter Denkmalschutz.

### Gedruckte Quellen
- Mecklenburgisches Urkundenbuch (MUB)

### Ungedruckte Quellen
Landeshauptarchiv Schwerin (LHAS)
- LHAS 1.5-4/3 Urkunden Kloster Dobbertin
- LHAS 3.2-3/1 Landeskloster/Klosteramt Dobbertin
- LHAS 5.11-2 Landtagsprotokolle

Ortschroniken 1934, 1991 (beide unveröffentlicht)

## Karten
- Topographisch oeconomisch und militaerische Charte des Herzogthums Mecklenburg-Schwerin, 1788. Klosteramt Dobbertin mit Sandpropsteien vom Grafen Schmettau.
- Wibekingsche Karte von Mecklenburg, 1786.
- Charte von den Besitzungen des Klosters Dobbertin, enthält Kirch- und Rum Kogel, 1822.
- Wirtschaftskarte Forstamt Dobbertin 1927/1928.
- Offizielle Rad- und Wanderkarte des Naturparks Nossentiner/Schwinzer Heide, 2010.